# Elías Samuel Bolaños Avelar
Elías Samuel Bolaños Avelar S.B.D. (Cutumay, El Salvador, 16 de febrero de 1951) es un obispo católico salvadoreño.
Durante su juventud descubrió su vocación religiosa y decidió ingresar como miembro de la congregación "Pía Sociedad de San Francisco de Sales" (S.B.D.), estudiando en el seminario salesiano.
Finalmente al terminar su formación eclesiástica, teológica y filosófica, fue ordenado sacerdote el día 27 de octubre de 1979.
Tras su ordenación, inició su ministerio pastoral como cura de su diócesis natal.
Actualmente tras varios años de trabajo, desde el 27 de febrero de 1998 tras haber sido nombrado por el Papa Juan Pablo II, es el nuevo Obispo de la Diócesis de Zacatecoluca. En este cargo sucede a Mons. Romeo Tovar Astorga O.F.M., quien fue designado para la Diócesis de San Miguel.
Recibió la consagración episcopal el día 25 de marzo de ese año, a manos de su consagrante principal: el Cardenal y entonces Arzobispo de Managua Mons. Miguel Obando y Bravo; y de sus co-consagrantes: el Arzobispo emérito de San Salvador Mons. Fernando Sáenz Lacalle y de su predecesor en el cargo.